# Werner Vycichl
Werner Vycichl (Praga, Bohemia, 20 de enero de 1909 – Ginebra, Suiza, 23 de septiembre de 1999) fue un filólogo, lingüista y erudito austrohúngaro en bereberología, coptología y egiptología, así como en las áreas de lingüística comparada del antiguo Egipto, tamazigh y hamitosemita (afroasiática).
Nacido en Praga, Bohemia (actual República Checa), comenzó sus estudios en 1928 en el Instituto de Egiptología y Africanística de la Universidad de Viena, completando su tesis sobre un dialecto hausa en 1932.
De 1934 a 1938 realizó trabajo de campo en Al Zeniya, Egipto, donde estudió y registró la pronunciación del copto por sushabitantes en el área cercana a Luxor, colaborando más tarde con William Worrel en la producción de "Tradiciones populares de la lengua copta" en 1934.
Desde 1948 residió en París. En 1960 se instaló con su familia en Ginebra, donde, de 1973 a 1980, fue profesor titular de Egiptología y Lenguas Afroasiáticas en la Universidad de Friburgo. Tras publicar numerosos artículos académicos sobre diversos temas de su especialización, en 1978 Vycichl contribuyó decisivamente a la fundación de la Société Égyptologique de Genève.
Publicó su obra maestra, el "Dictionnaire Étymologique de la Langue Copte", en 1983. A esto le siguió una obra dedicada específicamente al tema de la vocalización del antiguo egipcio, "La vocalisation de la langue égyptienne". Vycichl fue homenajeado en 2004 con un volumen publicado en su memoria, editado por Gábor Takács. Aquí, el editor se refirió a él como el "último gran representante de la antigua generación de lingüistas comparativos egipcio-semitas y afroasiáticos (semito-camíticos)".

## Obras
- Vycichl, Werner (1983). Dictionnaire étymologique de la langue copte. Leuven: Peeters. ISBN 978-2-8017-0197-3.
- Vycichl, Werner (1990). La vocalisation de la langue égyptienne. Bibliothèque d'Étude 16. Cairo: Institut français d'archéologie orientale.